# Jesuitische Mission in England
Die jesuitische Mission in England wurde ab 1580 von Edmund Campion und Robert Persons betrieben. Sie reisten verkleidet nach England ein und wirkten dort im Untergrund. Edmund Campion wirkte schriftstellerisch für den katholischen Glauben und reiste durch weite Teile Englands, wobei er Gefangenenbesuche bei inhaftierten Katholiken machte und die Sakramente spendete. Durch seine Tätigkeit gewannen die verunsicherten und verfolgten Katholiken neuen Mut. Am 27. Juli 1581 wurde er verhaftet und im Tower von London inhaftiert. Ihm wurde Schonung angeboten, falls er dem katholischen Glauben abschwöre, doch Campion blieb trotz schwerer Folter standhaft. Am 1. Dezember 1581 wurde er unter großer Anteilnahme der Bevölkerung hingerichtet.
Unter dem Jesuitengeneral Mutio Vitelleschi wurde England zur selbstständigen Ordensprovinz erhoben.
Siehe auch: Jesuitische Mission